# Xcas

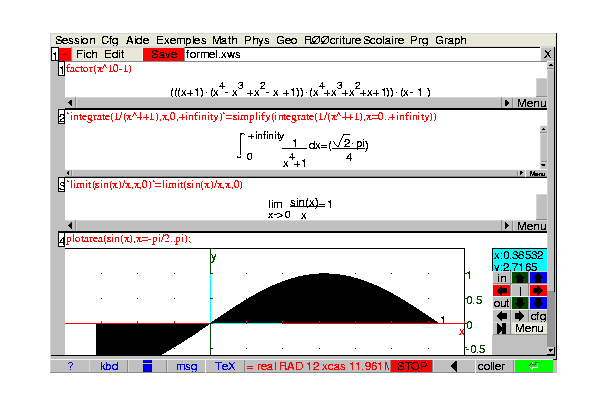
Xcas

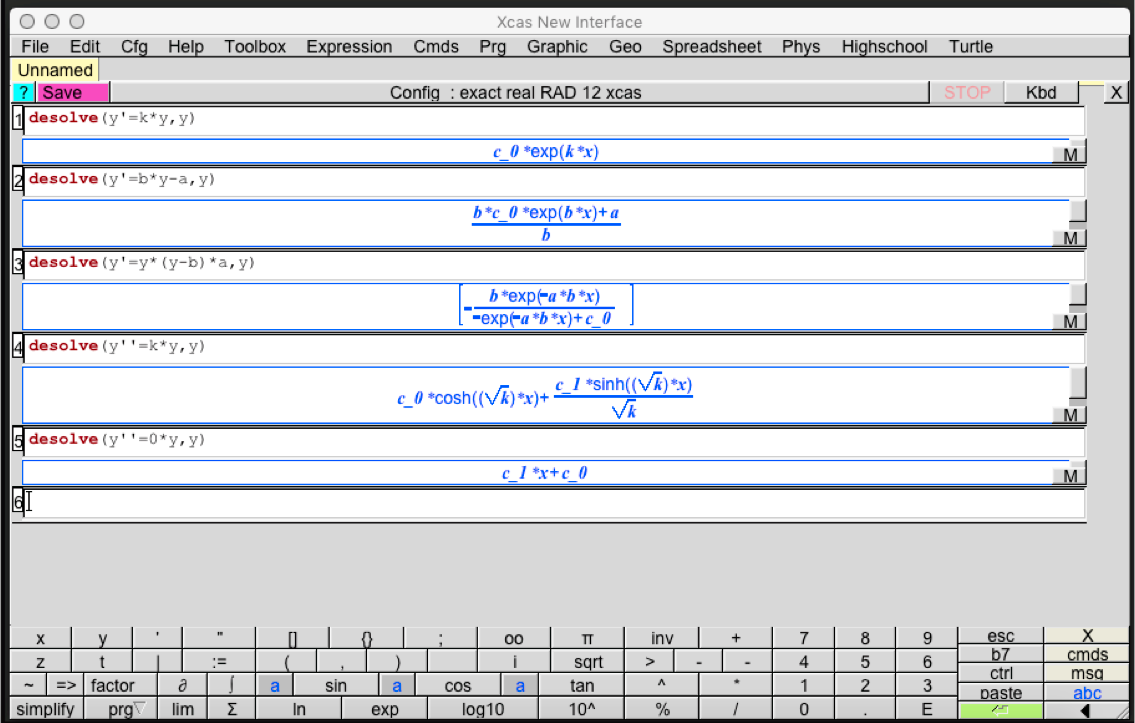
Xcas kan differentiaalvergelijkingen oplossen

Xcas (ook bekend als Giac) is een (Open source) programmabibliotheek die wordt gebruikt om berekeningen te visualiseren op het gebied van computeralgebra, dat wil zeggen, Xcas is wiskundige software.
Giac is een in C++ geschreven programmabibliotheek die gespecialiseerd is in computeralgebra-toepassingen. Vanwege de inkapseling als een stand-alone library, kan het ook gemakkelijk worden geïntegreerd in andere applicaties en worden geporteerd naar verschillende besturingssystemen. Een grafische gebruikersinterface voor Giac is beschikbaar in de vorm van Xcas. Xcas is een gebruikersinterface voor Giac.

## Besturingssystemen
Giac is voor de besturingssystemen beschikbaar:
- Microsoft Windows[2]
- Apple macOS[2]
- Linux / Unix[2]
- FreeBSD[7]
- Android[8]

Daarnaast is ook een online webversie beschikbaar die onafhankelijk is van het besturingssysteem.

## Features (uittreksels)
Xcas kan tekenfunctie grafieken en converteer vergelijkingen o.a:
- Vergelijking: solve(vergelijking,x)
- Differentiaalrekening: diff(functies,x)
- Integraalrekening: int(functies,x)
- Scheiden van veranderlijken: split((x+1)*(y-2),[x,y]) = [x+1,y-2]
- Differentiaalvergelijking: desolve(y'=k*y,y)

http://www-fourier.ujf-grenoble.fr/~parisse/giac/cascmd_en.pdf

## Geschiedenis
Giac is een open sourceproject dat sinds 2000 is ontwikkeld door een groep rond Bernard Parisse aan de Joseph Fourier University in Grenoble, Frankrijk. Door zijn ervaring met het eerdere project "Erable", heeft Parisse "Xcas" en "Giac" geproduceerd.